# Barcelona–Vilafranca–Tarragona-vasútvonal
A Barcelona–Vilafranca–Tarragona-vasútvonal egy 1668 mm  nyomtávolságú, kétvágányú, 99 km hosszú vasútvonal Spanyolországban Barcelona Plaça de Catalunya állomása és Tarragona között. A vasútvonalat több lépcsőben adták át 1854 és 1865 között.
A vonalat 1956 és 1957 között 3000 volt egyenárammal villamosították. Maximális sebesség a vonatoknak Barcelona és St.Vicenç C. között 140 km/h, St.Vicenç C.–Tarragona között pedig 160 km/h.
Tulajdonosa az ADIF, a járatokat az RENFE üzemelteti.

## Képgaléria

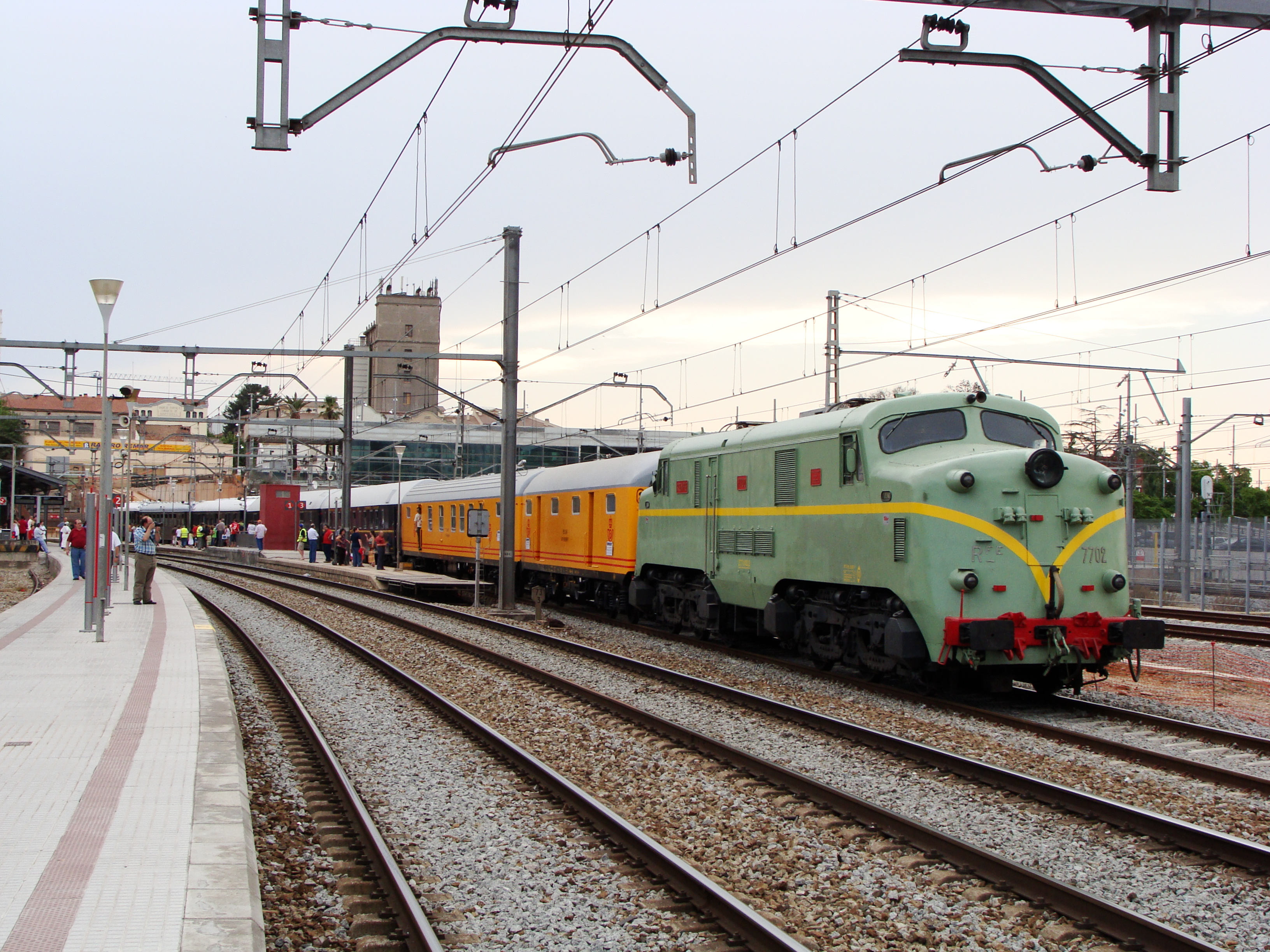
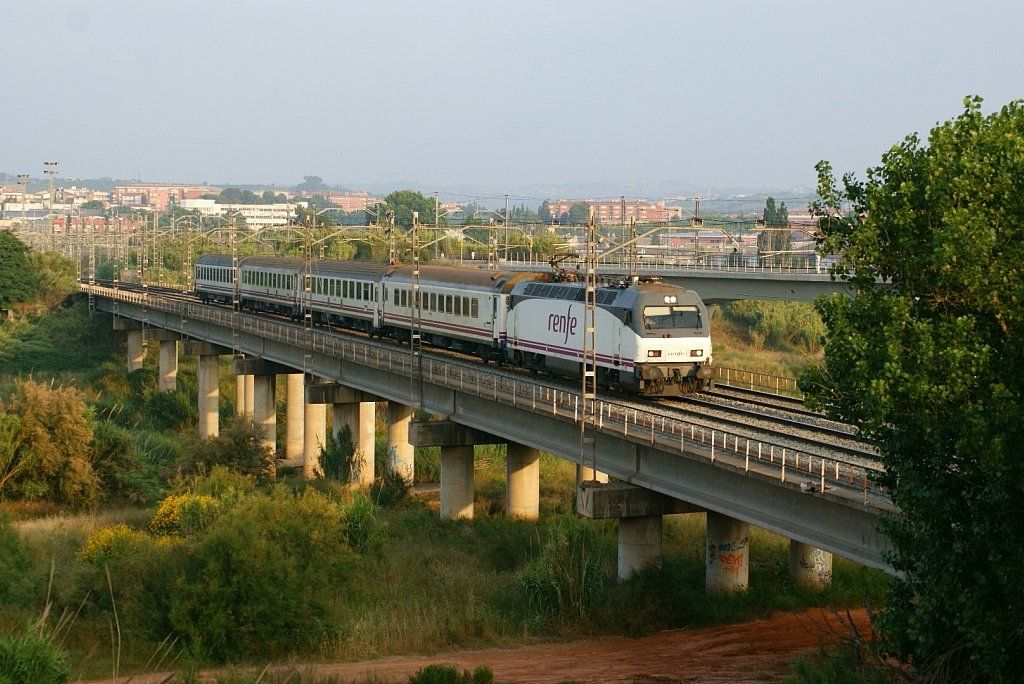
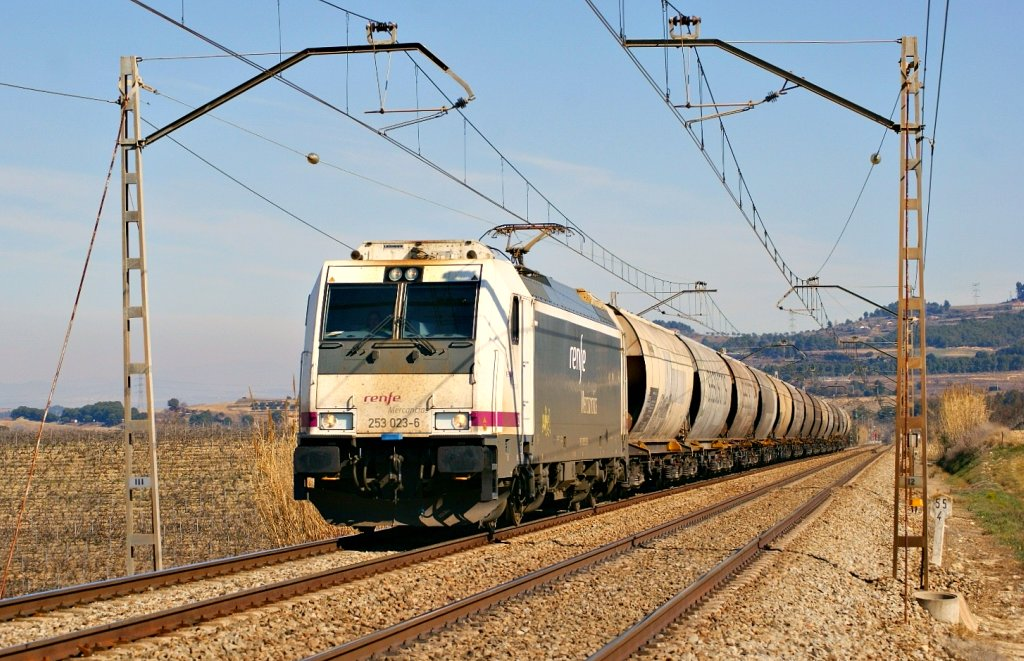
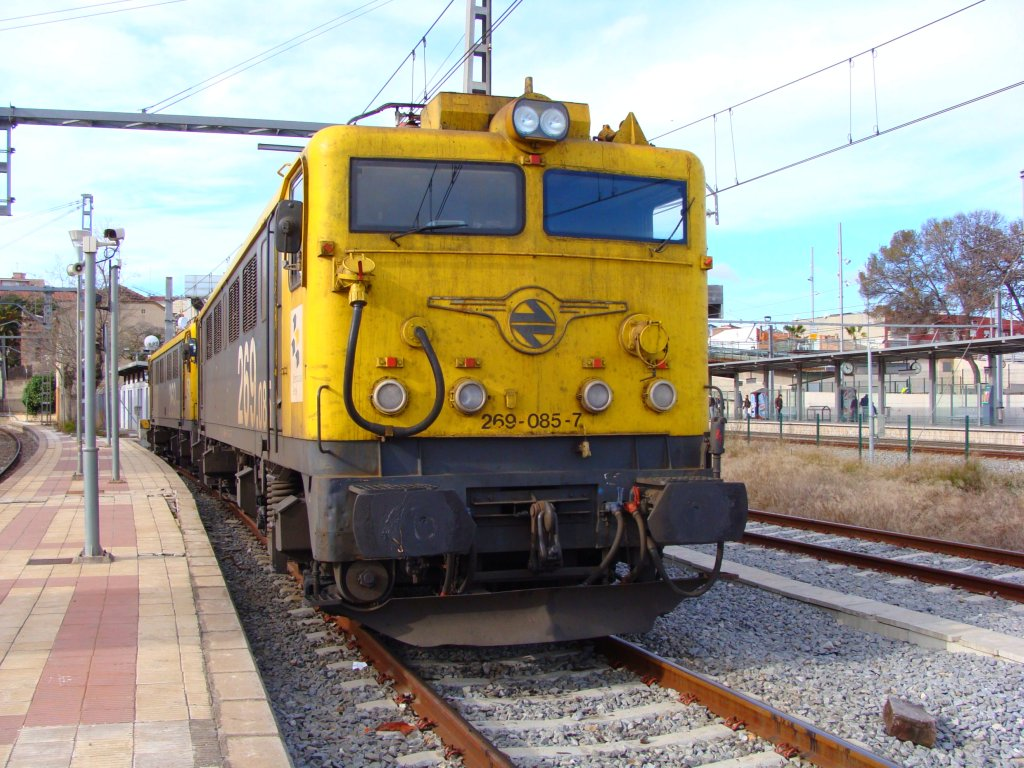
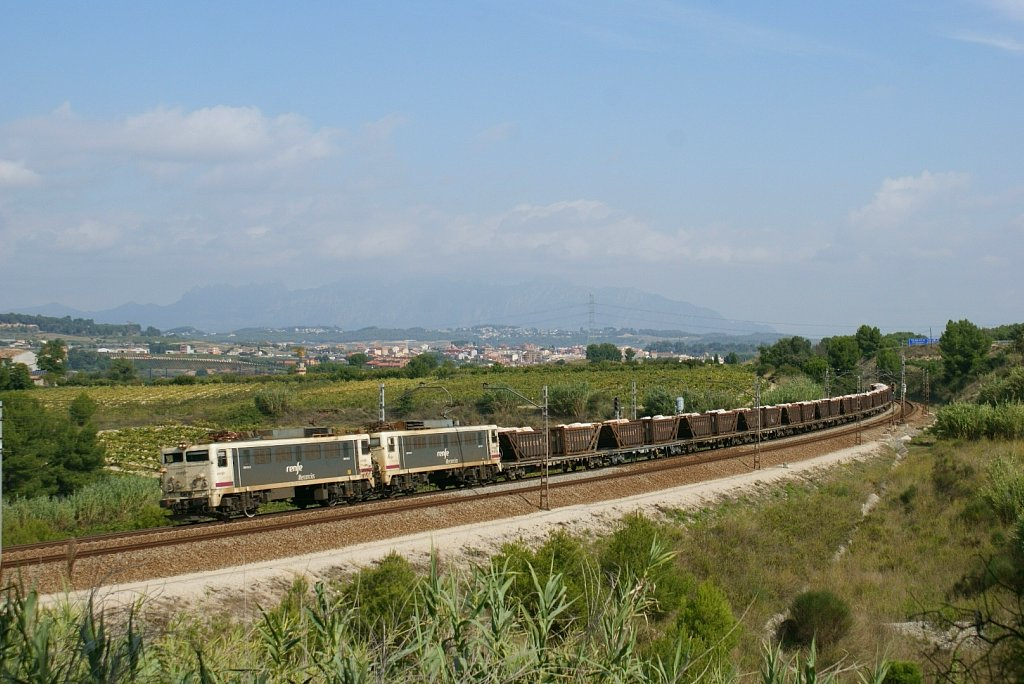
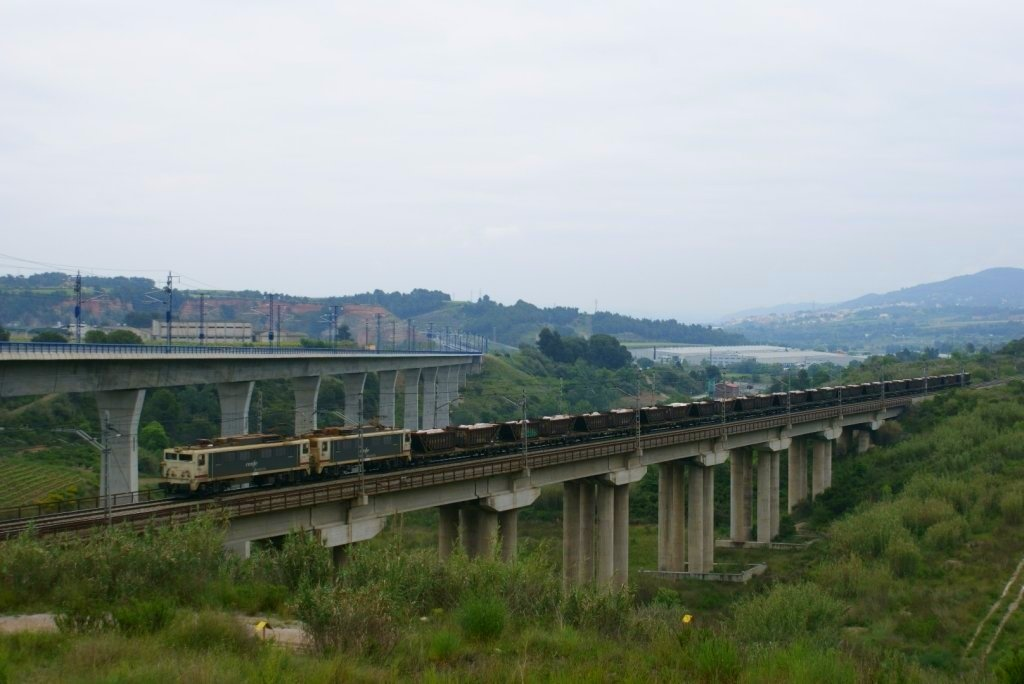
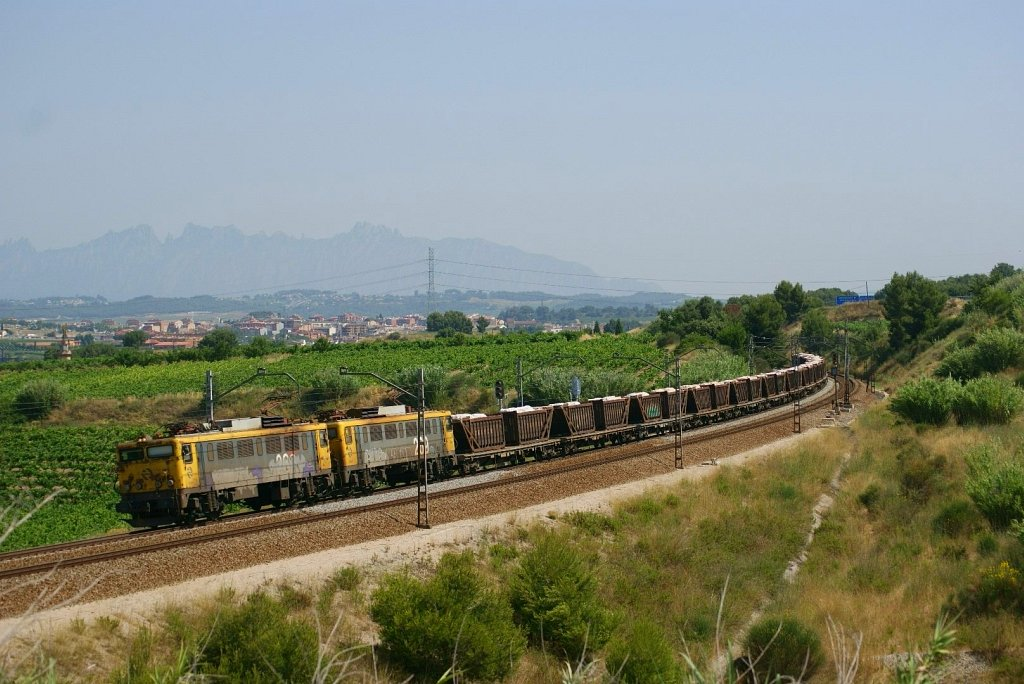
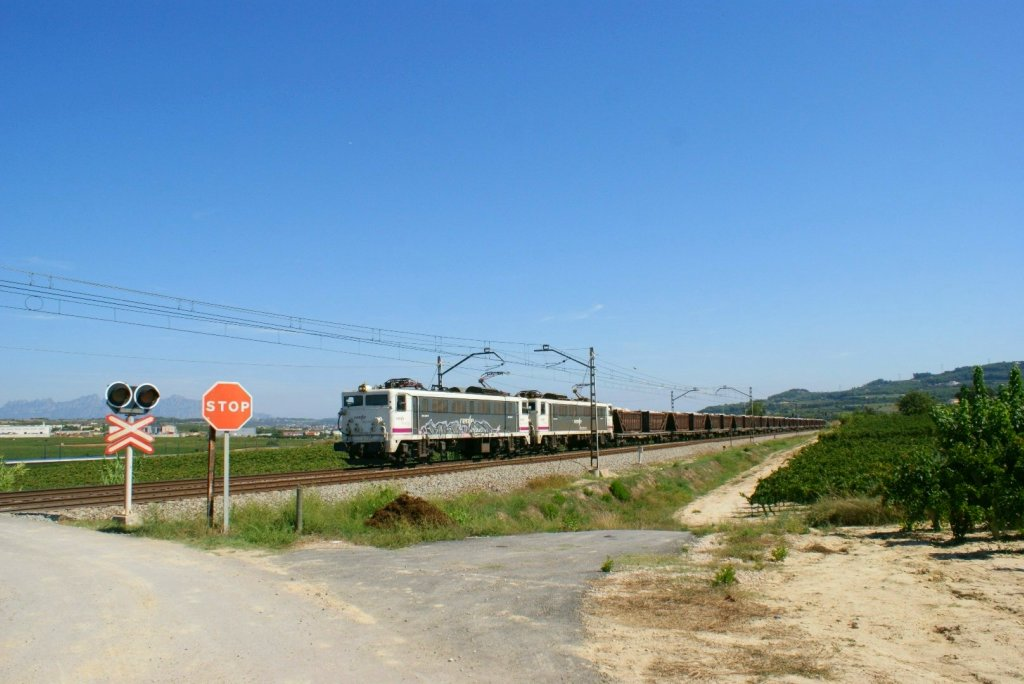
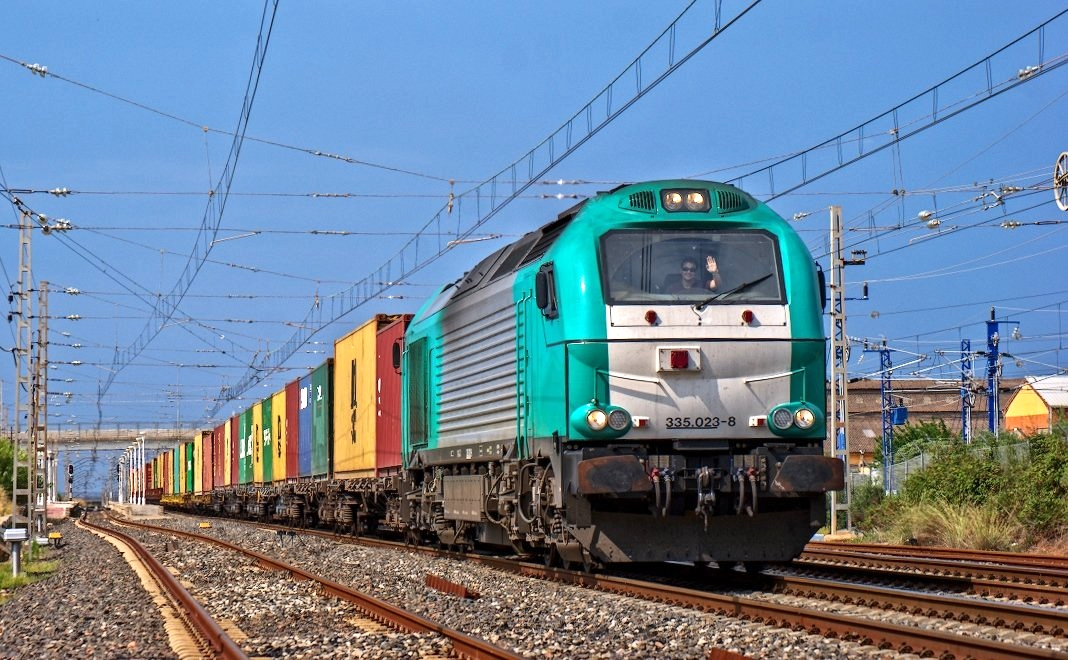
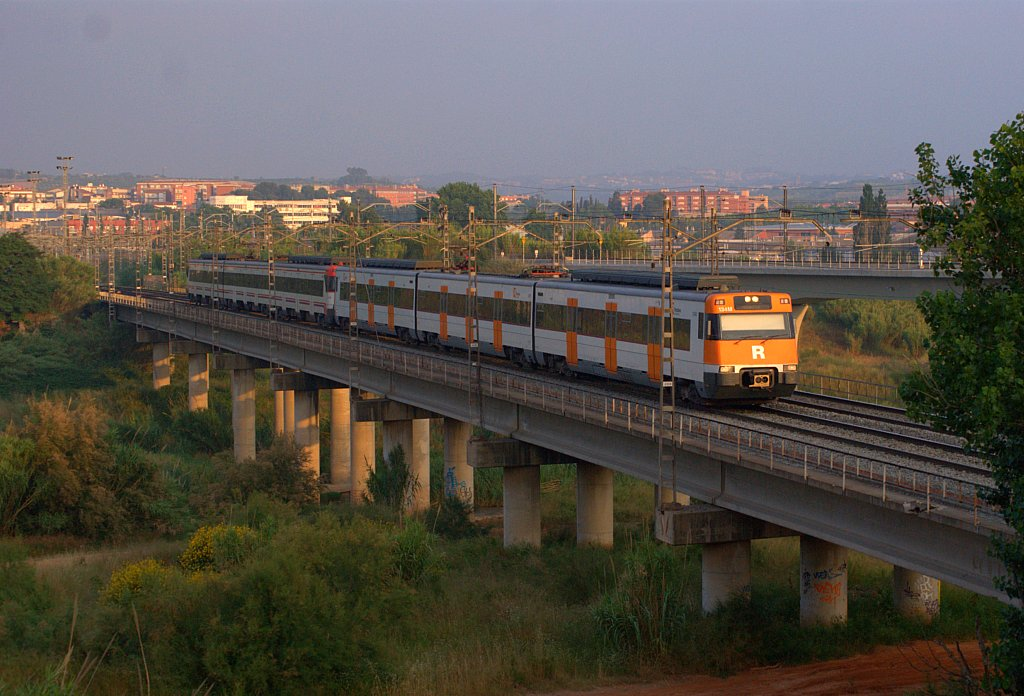